# 澳門國際銀行大廈

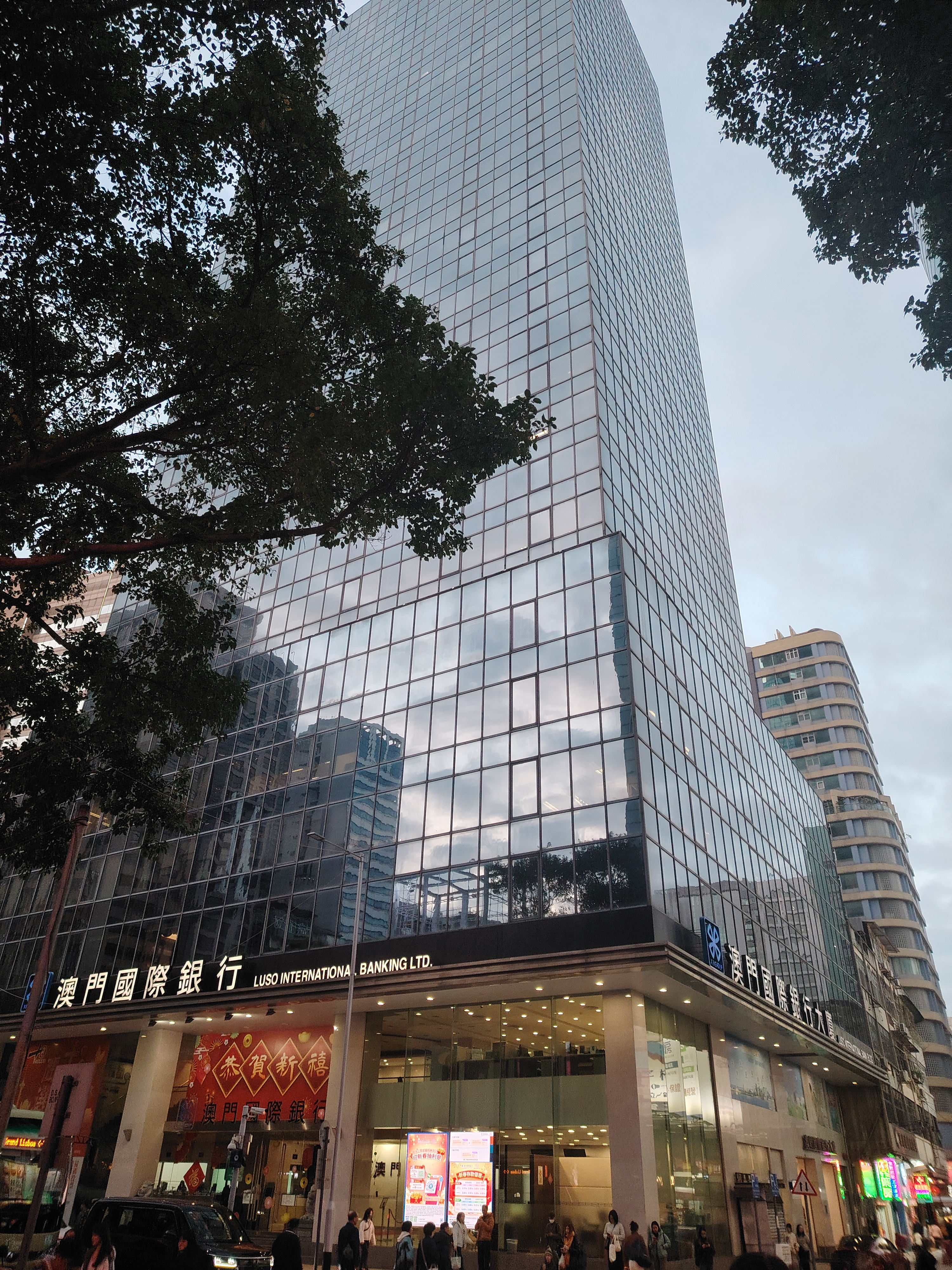
澳门国际银行大厦

澳門國際銀行大廈建於1983年，位於羅保博士街與蘇亞利斯博士大馬路交界處，為一座樓高33層的辦公大樓，在中國銀行澳門分行大廈未建成前是澳門最高的建築物，也是澳門首座外牆以反光隔熱落地玻璃鋪設的大廈，其底層是澳門國際銀行的總行。澳門特區政府經濟及科技發展局、經濟發展委員會和法律及司法培訓中心的總部也設於該大樓內。